# Komenda

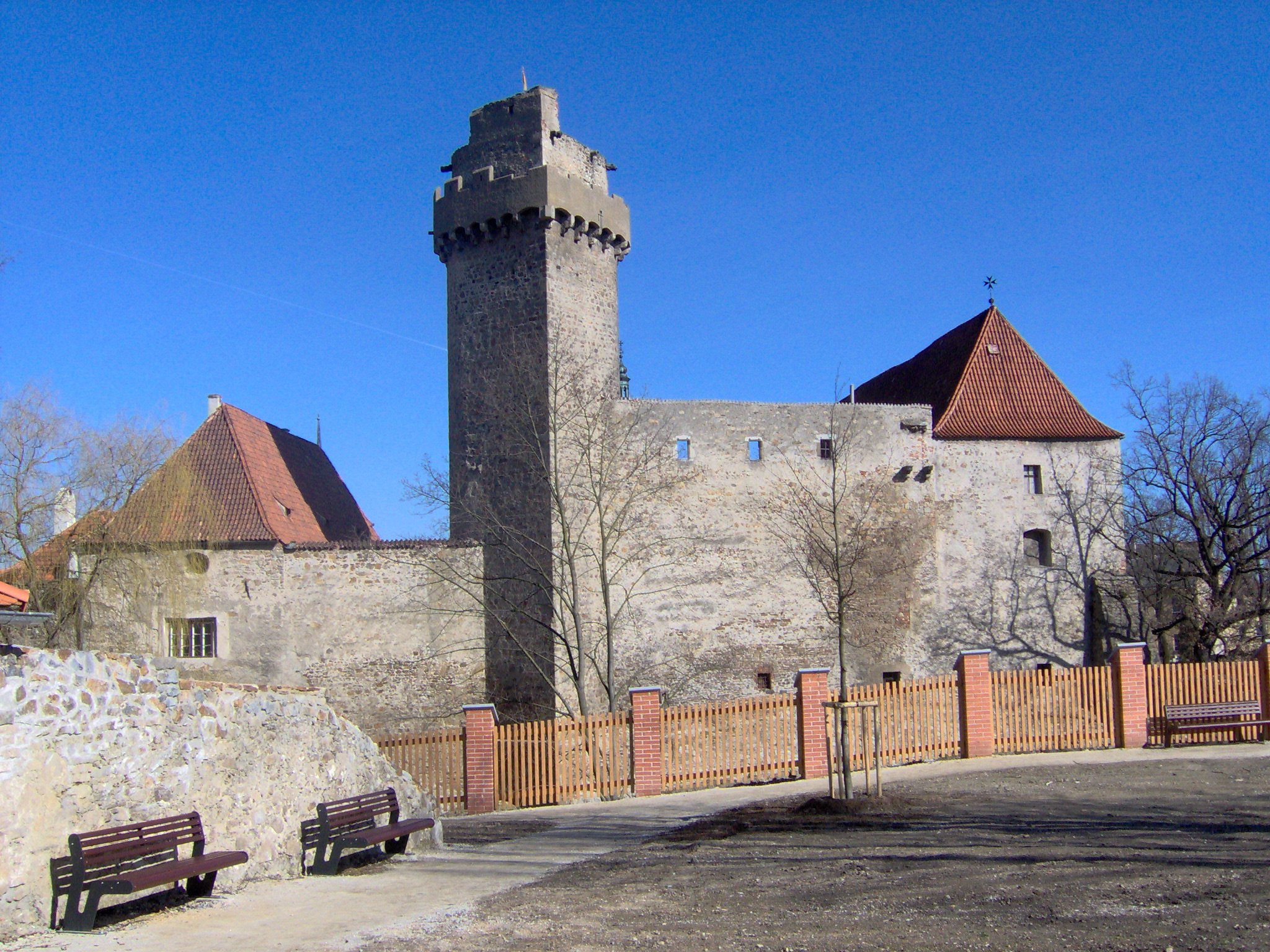
Strakonický hrad obsahuje také bývalou johanitskou komendu.

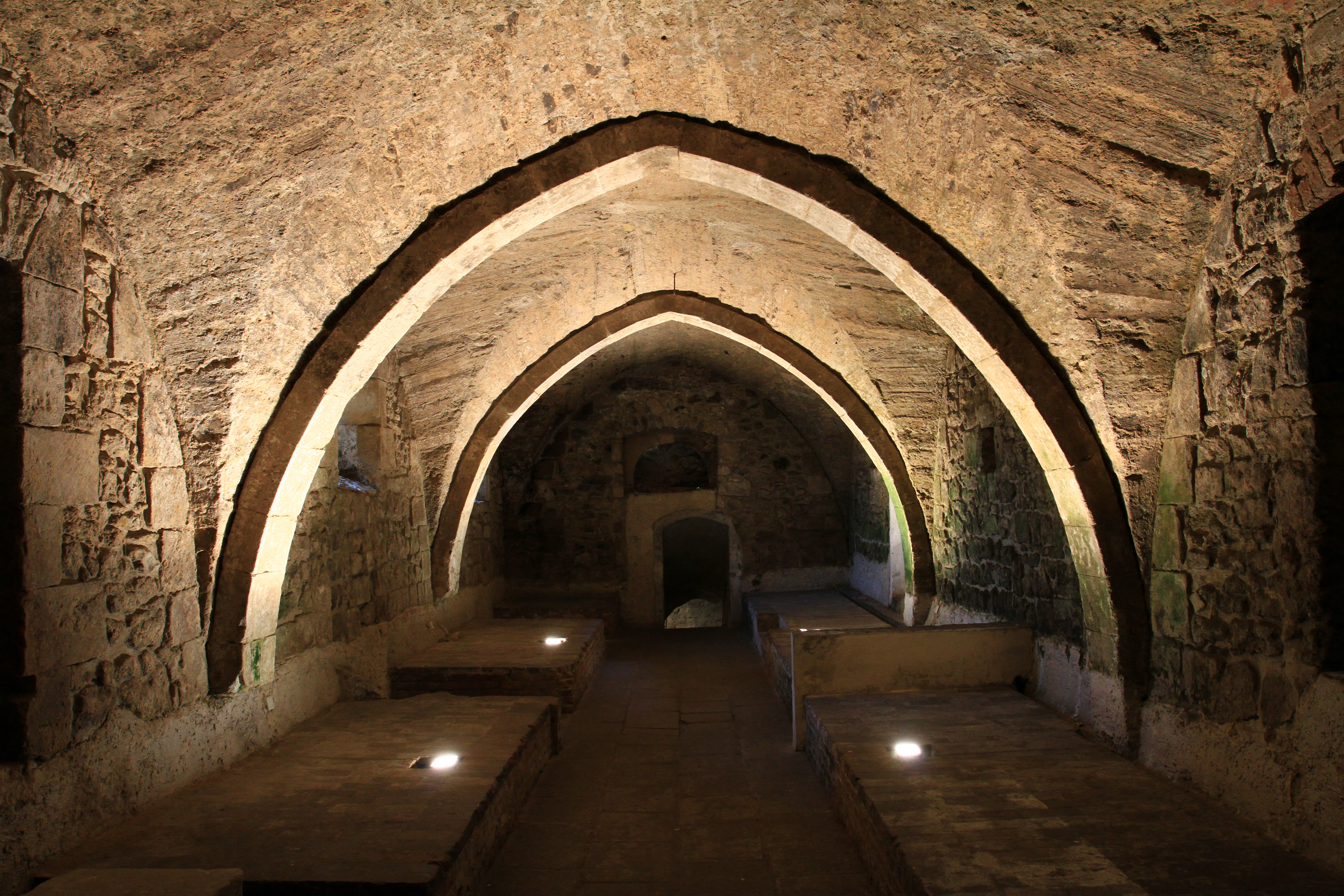
Johanitská komenda v Českém Dubu (síň v přízemí)

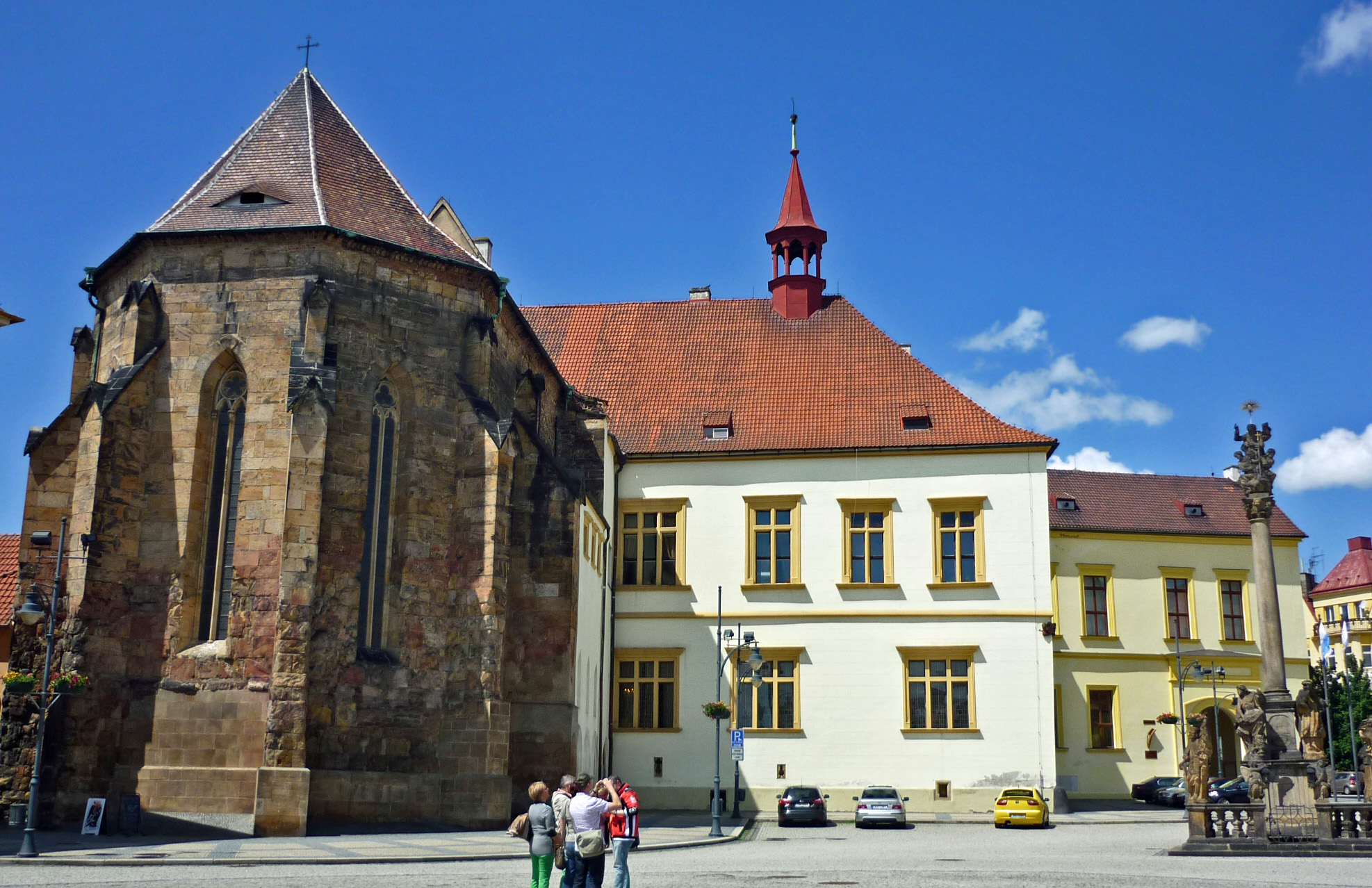
Komenda v Chomutově přestavěná na renesanční zámek

Komenda (z latinského comes – druh, společník) nebo také komturie, komturství či komtura je označení pro středověké sídlo rytířského či křižovnického řádu, například templářů, johanitů, německých rytířů nebo křižovníků s červenou hvězdou. Komenda a komturie je pak přeneseně i označení pro komunitu v dané komendě sídlící. V čele komend stál komtur.

## Charakteristika
Komenda svým charakterem odráží výjimečnou pozici rytířských řádů jako kombinace mnišství a rytířství. Obsahuje části běžné pro klášter, například kapitulní síň, klášterní kostel, křížovou chodbu, refektář, ale přitom je opevněná a má charakter hradu, zahrnuje také dům komtura. Součástí komend byly také hospodářské objekty a špitál.
Na území Česka je dochováno několik bývalých komend v různém stupni zachovalosti, např. bývalá komenda řádu německých rytířů v Drobovicích nebo Miletíně nebo bývalá komenda na Strakonickém hradě. Tato komenda navíc fungovala v netypické koexistenci se sídlem významného světského feudála Bavora ze Strakonic, který jim část svého sídla věnoval. Nejzachovalejší je bývalá johanitská komenda v Českém Dubu. Komendě johanitů (maltézských rytířů) v Praze na Malé Straně dominují mohutné věže nedostavěné části kostela Panny Marie pod řetězem.
V současné době se například České velkopřevorství řádu sv. Lazara teritoriálně dělí na dvě komendy.

## Seznam komend v Česku
Neúplný seznam komend v Česku:
Johanitské
- Komenda johanitů v Českém Dubu
- Komenda johanitů v Kadani
- Komenda johanitů v Manětíně
- Komenda johanitů u svatého Jana v Mladé Boleslavi
- Komenda johanitů u svatého Víta v Mladé Boleslavi
- Komenda johanitů v Ploskovicích
- Komenda johanitů na Malé Straně v Praze
- Komenda johanitů ve Svádově

Německých rytířů
- Komenda německých rytířů v Chomutově
- Komenda německých rytířů v Bílině
- Komenda německých rytířů v Blatně
- Komenda německých rytířů v Býčkovicích
- Komenda německých rytířů na Starém Městě pražském
- Komenda německých rytířů v Řepíně
- Komenda německých rytířů v Miletíně

Křižovnické
- Komenda křižovníků s červenou hvězdou v Mostě
- Komenda křižovníků s červenou hvězdou na Starém Městě pražském
- Komenda křižovníků s červenou hvězdou v Chebu

Templářské
- Komenda templářů na Starém městě pražském
- Templářská komenda v Čejkovicích

## Komendy v Evropě
Mapy komend rytířských řádů v Evropě:

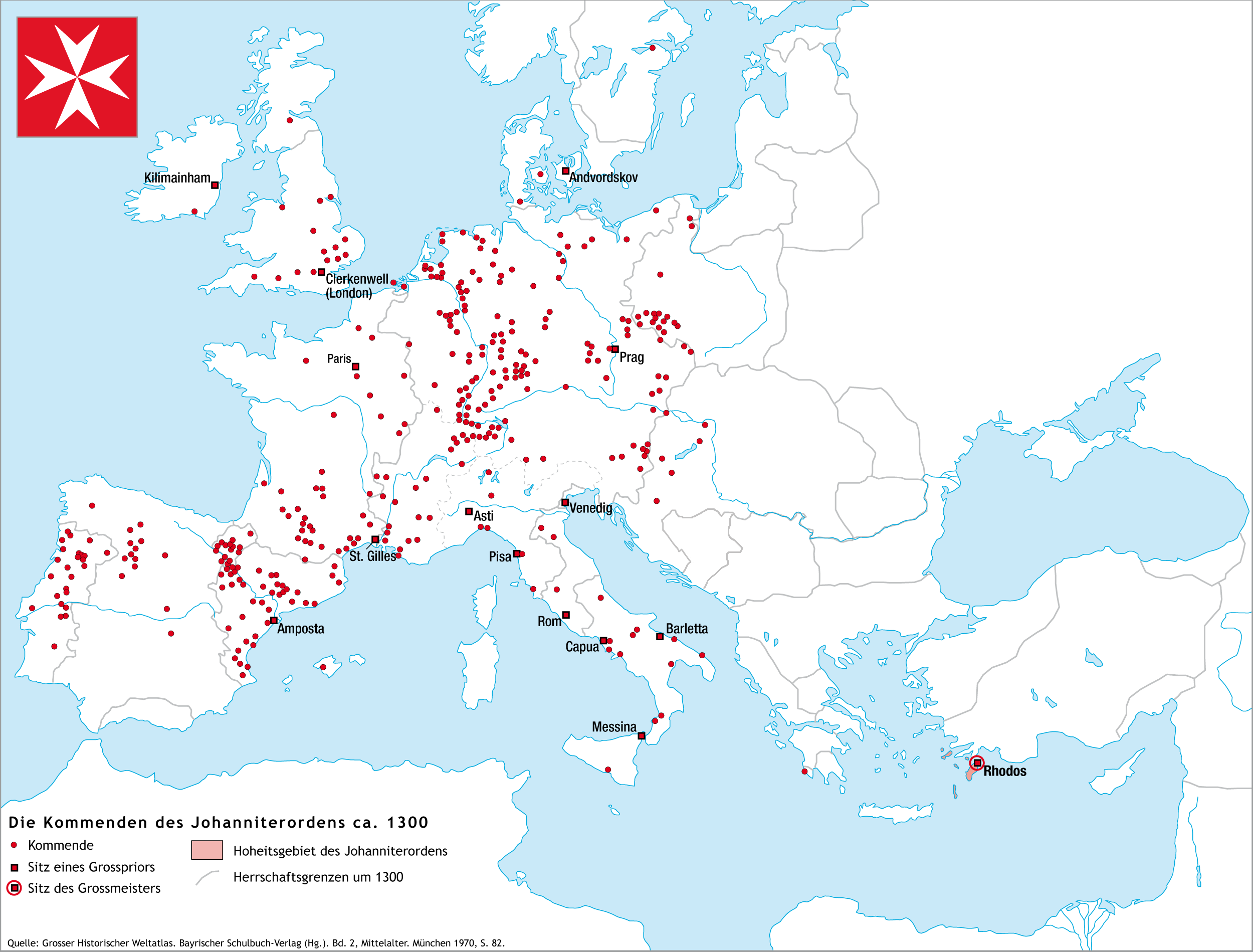
Komendy maltézských rytířů kolem roku 1300
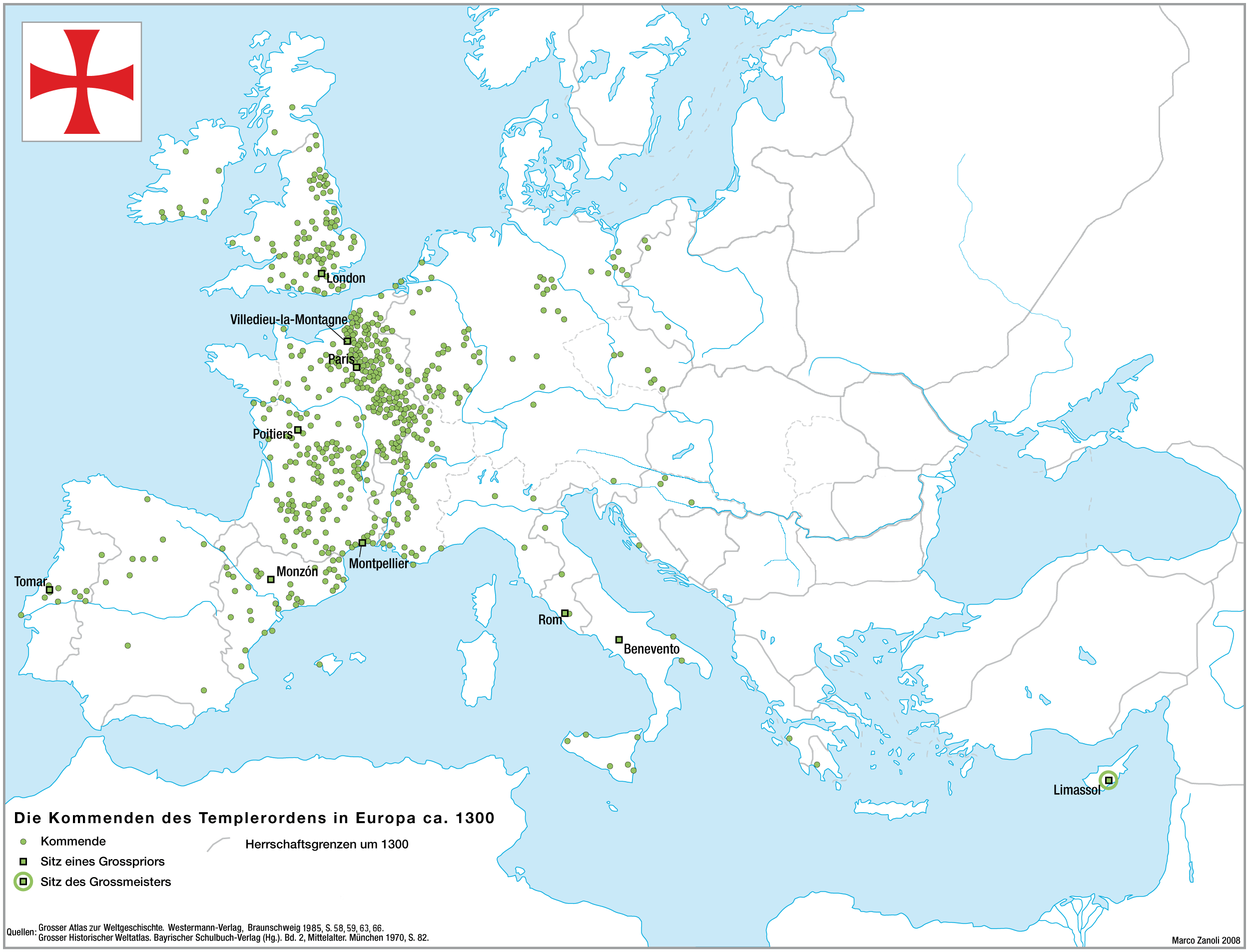
Komendy templářů kolem roku 1300
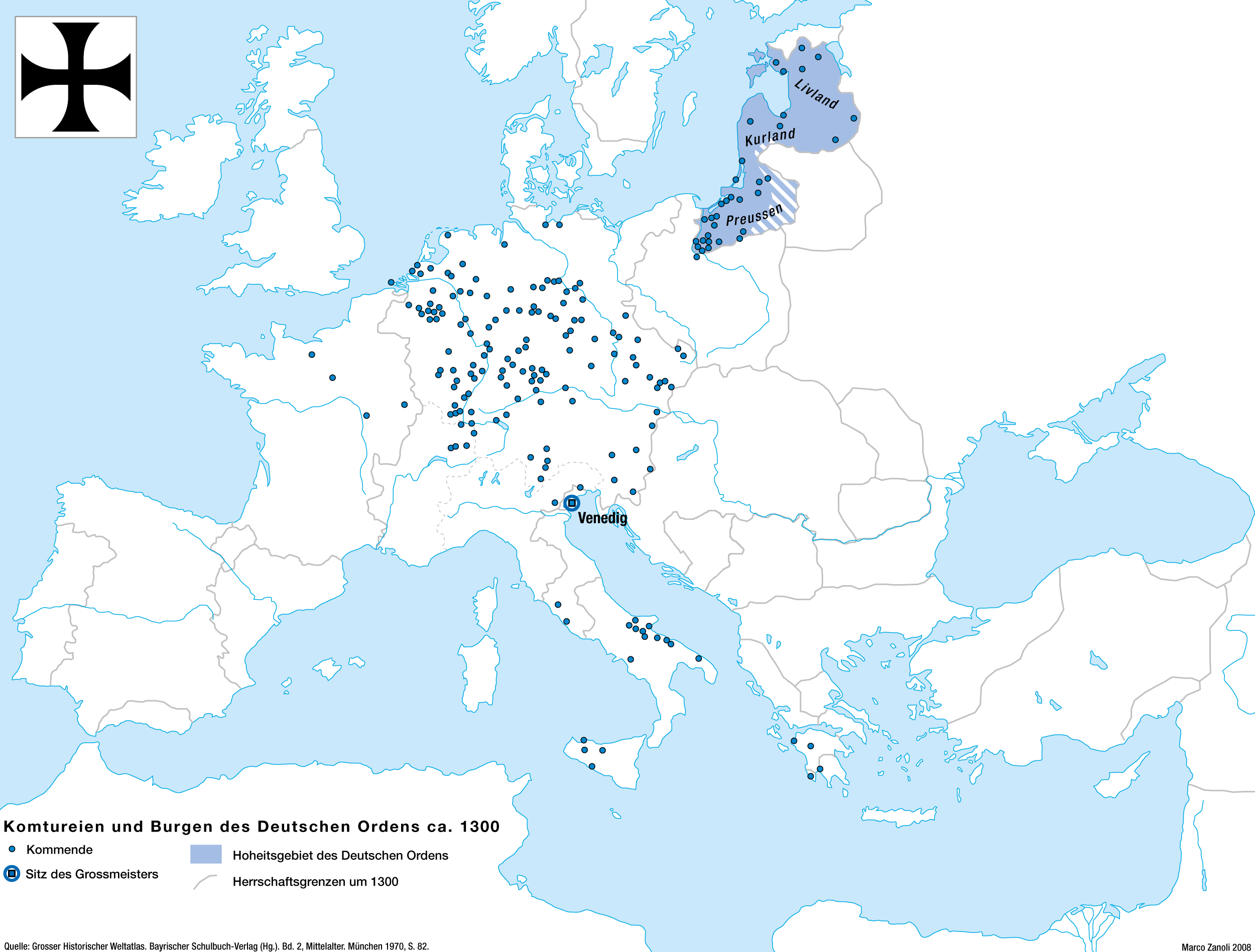
Komendy německých rytířů kolem roku 1300